# Jessica Garlick
Jessica Garlick est une chanteuse britannique et galloise, née à Kidwelly au pays de Galles en 1981.

## Biographie
Garlick a fait ses premiers pas dans le monde du spectacle quand elle avait 16 ans. À cet âge, elle a remporté la finale du Pays de Galles dans l'émission télévisée Star d'un soir. Elle a été la participante britannique la mieux classée à l'Eurovision des années 2000, ayant terminé troisième au concours 2002, devant Jade Ewen, cinquième en 2009.